# Livio Andronico
Livio Andronìco (in latino Livius Andronīcus; Taranto, 280 a.C. circa – 200 a.C. circa) è stato un poeta, drammaturgo e attore greco antico.
Nelle fonti antiche con frequenza indicato semplicemente con il praenomen Livio, che trasse, una volta divenuto liberto, dalla gens cui era entrato a far parte giunto a Roma; mantenne sempre, assumendolo come cognomen, il suo nome greco di Andrònico (pronunciato, alla latina, Andronìco); le fonti antiche attestano, inoltre, il nome di Lucio Livio Andronìco.
Di nascita e cultura greca, egli fece rappresentare a Roma nel 240 a.C. un dramma teatrale che è tradizionalmente considerato la prima opera letteraria scritta in lingua latina. Compose in seguito numerose altre opere, probabilmente traducendole da Eschilo, Sofocle ed Euripide. Con l'intento di avvicinare i giovani romani allo studio della letteratura, tradusse in versi saturni l'Odissea di Omero, adattandola alla cultura romana.
Gli scarsi frammenti rimasti della sua opera permettono di rilevarne l'influenza dalla coeva letteratura ellenistica alessandrina, e una particolare predilezione per gli effetti di pathos e i preziosismi stilistici, successivamente codificati nella lingua letteraria latina.
Anche se la sua Odusia rimase a lungo in uso come testo scolastico, la sua opera fu considerata in età classica come eccessivamente primitiva e di scarso valore, tanto da essere generalmente disprezzata.

## Biografia
Andronico nacque nella prima metà del III secolo a.C. in Magna Grecia, ma sulla sua infanzia e giovinezza non si ha alcuna informazione precisa e attendibile. Si ritiene che sia nato esattamente a Taranto, fiorente colonia greca, attorno al 280 a.C., probabilmente nel 284 a.C.; secondo la tradizione, venne poi condotto a Roma come schiavo quando la sua città natale fu conquistata, intorno al 275-270 a.C.,verso il 274 a.C. Il racconto tradizionale risulta tuttavia piuttosto improbabile: Andronico sarebbe stato deportato a Roma ancora fanciullo, all'età di otto anni circa, e non avrebbe avuto la possibilità di acquisire quelle competenze letterarie che gli consentirono in seguito di guadagnarsi a Roma un ruolo culturale di elevato prestigio. L'unica fonte a suggerire il rapporto di Andronico con Taranto era un'opera del tragediografo latino Lucio Accio, nato nel 170 a.C. e attivo per tutto il II secolo a.C. e nei primi anni del I: egli asseriva, erroneamente, che Andronico fosse stato portato a Roma quando i Romani riconquistarono Taranto, che si era ribellata al loro dominio, durante la seconda guerra punica, nel 209 a.C. Il racconto, seppur errato, di Accio è confermato dall'opera di san Girolamo, tarda e poco attendibile, e dai versi del poeta latino Porcio Licino:
(Frammento 1 Courtney)
Com'era consuetudine per coloro che venivano catturati in guerra, Andronico divenne schiavo di una delle più importanti famiglie romane (la gens Livia) ricadendo, secondo un'altra tradizione forse errata, riportata da san Girolamo, sotto l'autorità di pater familias dell'autorevole Marco Livio Salinatore.
Dopo essere divenuto liberto, probabilmente per i suoi meriti di precettore, mantenne il suo nome greco come cognomen e assunse il nomen del suo ex padrone: Livio. Conoscitore del greco e della letteratura greca, che aveva appreso in patria, egli volle introdurre il patrimonio culturale dell'Ellade a Roma: effettuò infatti delle vere e proprie trascrizioni di opere greche in lingua latina, che aveva appreso dopo l'arrivo nella stessa Roma, e svolse per anni, come più tardi avrebbe fatto Quinto Ennio, l'attività di grammaticus, impartendo lezioni di latino e greco ai giovani delle nobili gentes patrizie. Gli appartenenti alle classi più elevate iniziavano infatti a comprendere i numerosi e considerevoli vantaggi che la conoscenza del greco avrebbe portato a Roma, e dunque favorivano l'attività nell'Urbe di maestri di lingua e cultura greca.
Nel 240 a.C. ad Andronico fu affidato, probabilmente dagli edili curuli, l'incarico di comporre un'opera teatrale che fu rappresentata in occasione dei ludi scaenici che si tennero in occasione della vittoria di Roma su Cartagine nella prima guerra punica; risulta probabile che si sia trattato di un'opera tradotta da un originale greco, ma non è possibile determinare se una tragedia o una commedia. In seguito, Andronico continuò a riscuotere un notevole successo, scrivendo drammi teatrali dei quali, come divenne grazie al suo stesso esempio consuetudine per gli autori contemporanei, fu anche attore:
(Tito Livio, Ab Urbe condita libri, VII, 2, 8-9.)
Nel 207 a.C., durante la seconda guerra punica, per allontanare la minaccia del cartaginese Asdrubale che marciava verso il sud d'Italia in soccorso del fratello Annibale e guadagnare l'aiuto divino con cui sconfiggere i nemici, i pontifices e il senato romano incaricarono Andronico, che aveva acquisito una grande fama, di scrivere un carmen propiziatorio per Giunone, l'inno a Iuno Regina. Alla luce dell'occasione per cui il testo fu composto, è probabile che si trattasse di una "preghiera a carattere formulare e rituale, di significato prettamente religioso, nella forma di un partenio greco"; del testo non rimane alcun frammento. Nel descrivere la cerimonia d'espiazione in onore di Giunone, lo storico Tito Livio si sofferma a parlare dell'Inno:
(Tito Livio, Ab Urbe condita libri, XXVII, 37, 11-15; trad. di L. Fiore, UTET, Torino 1981.)
È tuttavia significativo notare come l'inno fu scritto dietro commissione statale, e non fu dunque una spontanea espressione dell'arte del poeta: la realizzazione della preghiera fu affidata a Livio per via della fama di cui egli godeva, ma anche per i rapporti che lo legavano al console Marco Livio Salinatore, che era incaricato di affrontare l'esercito cartaginese di Asdrubale. L'esercito romano si scontrò dunque con quello nemico in una sanguinosa battaglia presso il fiume Metauro, dove i legionari romani ottennero la vittoria infliggendo ingenti perdite ai nemici e distruggendone l'intero corpo di spedizione.
Dopo la vittoria di Livio Salinatore, ad Andronico furono concessi dallo stato riconoscente grandissimi onori, come quello di poter abitare presso il tempio di Minerva sull'Aventino, a testimonianza dello stretto legame che intercorreva tra la religione e l'attività poetica. Nella stessa occasione fu inoltre istituito, con sede presso il tempio stesso, il collegium scribarum histrionumque, un'associazione di tipo corporativo che riuniva gli attori e gli autori delle rappresentazioni drammatiche allora presenti a Roma. Livio Andronico morì in data sconosciuta, probabilmente nel 204 a.C., ma certamente prima del 200 a.C., quando la composizione di un nuovo inno sacro fu affidata a un altro autore; negli ultimi anni della sua vita si dedicò all'opera di traduzione integrale dell'Odissea di Omero, intenzionato a creare un libro di testo su cui si potessero formare i giovani romani delle generazioni successive.
E fu il primo dei latini a scrivere questo genere.

## Opere

### Opere teatrali
A metà del III secolo a.C. nella penisola italica erano già sviluppate, grazie tanto all'influenza greca quanto alle tradizioni locali, più forme di rappresentazioni drammatiche:
- in Etruria e a Roma si era sviluppato il fescennino, che talvolta veniva accompagnato da spettacoli di musica e danza o da giochi sportivi;[24]
- nel sud della Campania era diffusa l'atellana;[25]
- nelle colonie doriche dell'Italia meridionale e della Sicilia venivano rappresentate, infine, le farse fliaciche.[24]
A Taranto, in particolare, aveva operato il poeta Rintone, che aveva dato forma letteraria alla parodia mitologica:[26] considerevole era infatti l'attenzione dei tarantini per l'arte drammatica[27] che giunse a Roma, nella sua forma letteraria, proprio attraverso un autore di Taranto.

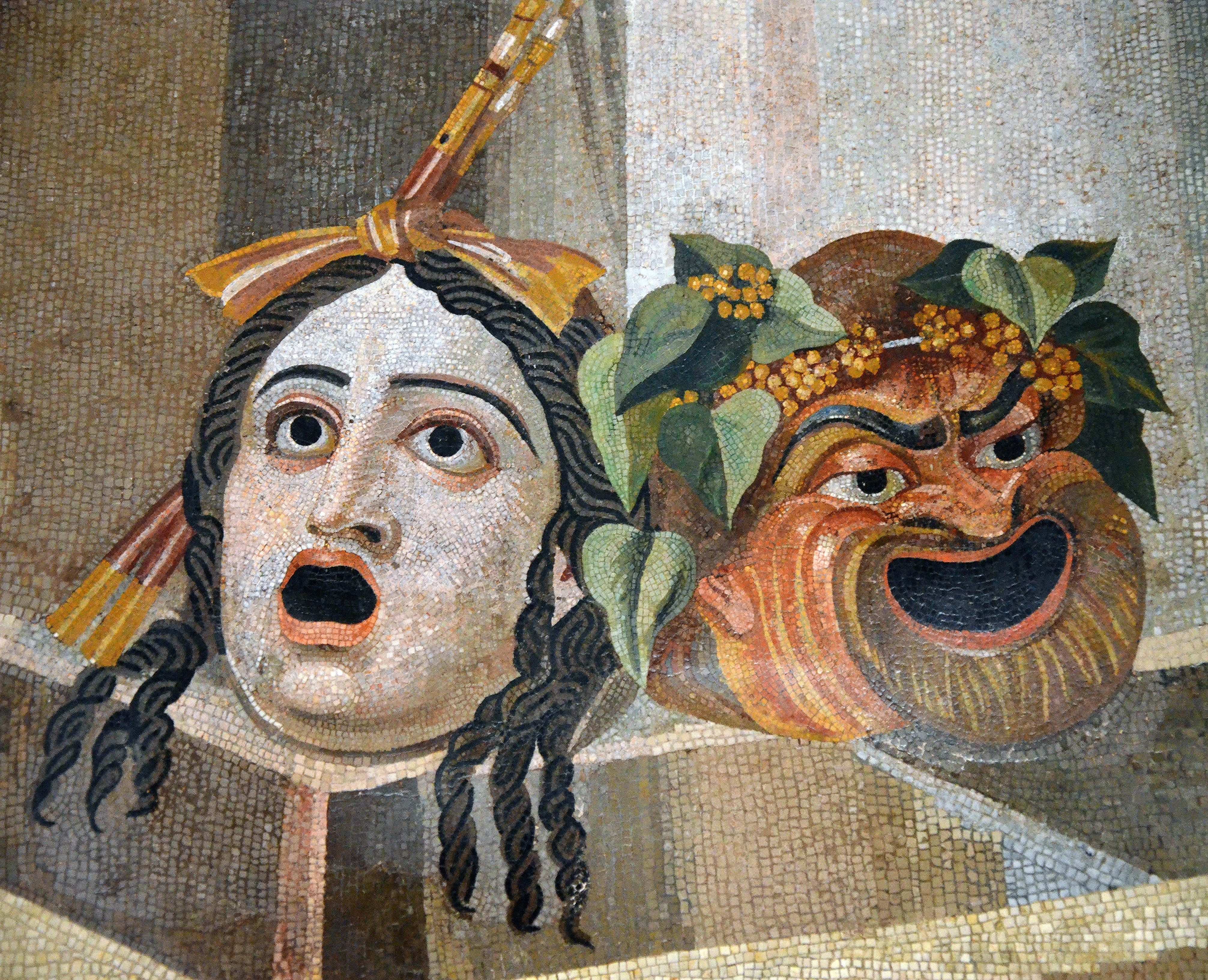
Mosaico romano del I secolo a.C. raffigurante le maschere tragica e comica (Roma, Musei capitolini).

La produzione teatrale di Livio Andronico spostò l'attenzione dei Romani dalle opere comiche pre-letterarie al genere tragico: Andronico, con il quale si suole far iniziare l'età arcaica della letteratura latina, fu il primo autore, seppur di origine greca, a comporre un dramma teatrale in latino, rappresentato nel 240 a.C. ai ludi scaenici organizzati per la vittoria romana nella prima guerra punica. Di tale opera non si conserva alcun frammento, e non è neppure possibile determinare se si trattasse di una commedia o di una tragedia.
L'arrivo nell'Urbe del dramma letterario causò l'insorgere di alcune necessità pratiche fino ad allora inesistenti, come quelle di accordarsi con i magistrati incaricati di organizzare i ludi, che spesso commissionavano le opere teatrali agli autori, la costruzione di una struttura in cui fosse possibile allestire il dramma, la costituzione di compagnie di attori e musicisti. Rispetto ai canoni del teatro greco, Andronico privilegiò l'elemento musicale, che era particolarmente importante nel teatro preletterario italico, ma limitò notevolmente il ruolo del coro, che svolgeva in Grecia una fondamentale funzione paideutica, relegandolo ad alcuni brevi interventi. Fu dunque necessario sviluppare i cantica, canti di movimento lirico in metri di derivazione greca, cui si alternavano i diverbia, versi recitati senz'alcun accompagnamento musicale; a essi si affiancava il "recitativo", in cui gli attori conferivano una particolare accentazione musicale ai versi con l'accompagnamento del flauto.
Andronico decise di utilizzare per le opere drammatiche metri di derivazione greca, e dunque a carattere quantitativo; i metri che egli impiegò, tuttavia, subirono nel corso della storia profonde modificazioni, allontanandosi gradualmente dalle leggi quantitative della metrica greca. Per le parti dialogate preferì il senario giambico, derivato dal trimetro giambico greco, mentre per i cantica si hanno numerose attestazioni dell'uso del settenario trocaico, che era discretamente diffuso nella tragedia e nella commedia nuova greche. Il verso ebbe però maggiore fortuna a Roma, dove fu ampiamente adoperato da tutti i drammaturghi e divenne patrimonio della cultura popolare, tanto da essere ancora utilizzato dai legionari di Cesare per i carmina recitati durante i trionfi del 45 a.C.; risulta, infine, l'occorrenza di versi cretici nell'Equos Troianus.
Sono giunti fino a noi i titoli e pochi frammenti di otto fabulae cothurnatae, ovvero tragedie di argomento greco, ma è tuttavia probabile che ne esistessero delle altre di cui non rimane traccia. Esse erano costruite mediante l'imitatio (traduzione) o l'aemulatio (rielaborazione artistica) di originali greci, con particolare riferimento alle opere dei grandi tragici, Eschilo, Sofocle ed Euripide.

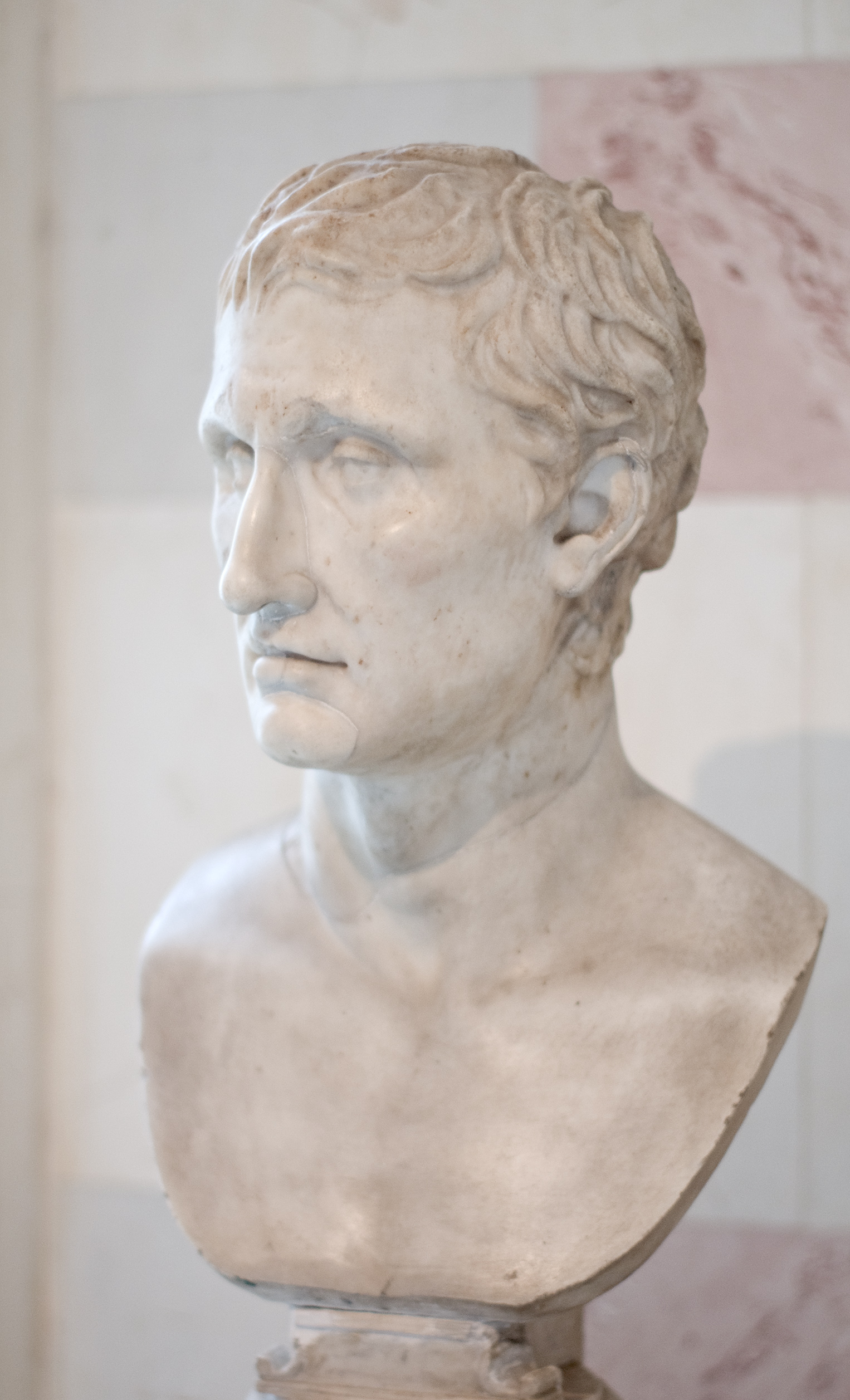
Copia romana in marmo di un busto greco di Menandro, principale esponente della Commedia nuova cui Andronico si ispirò (San Pietroburgo, Museo dell'Ermitage).

Cinque delle otto tragedie erano di argomento attinente al ciclo Troiano, che narrava le gesta degli eroi impegnati nella guerra di Troia:
- Achilles ("Achille") - forse era basato sugli eventi che a Sciro videro coinvolto l'eroe greco.[6]
- Aiax mastigophorus ("Aiace fustigatore" o "Aiace portatore di frusta") - tratto dall'Aiace di Sofocle, narrava la storia dell'assegnazione delle armi di Achille tra gli Achei, della follia e del conseguente suicidio di Aiace.[6]
- Equos Troianus ("Il cavallo di Troia") - basato sul racconto del cavallo di legno e della caduta di Troia.[6]
- Aegisthus ("Egisto") - ispirato all'argomento dell'Orestea di Eschilo ma probabilmente tradotto da un'altra opera non pervenuta, narrava la storia del rapporto adultero tra Egisto e Clitennestra, legittima moglie di Agamennone.[6]
- Hermiona ("Ermione") - forse tratta da Sofocle, era basata sulla disputa mortale tra Oreste e Neottolemo per la mano della giovane Ermione.[34]

Le restanti tragedie, caratterizzate da un gusto quasi romanzesco per l'elemento melodrammatico e da una particolare attenzione per i particolari avventurosi, erano probabilmente ispirate ad alcuni temi ricorrenti nella produzione tragica greca postclassica, e sono riconducibili ad alcuni dei principali racconti mitici della tradizione greca:
- Danae - basata sulla leggenda che vede la figlia del re di Argo venire fecondata da Giove e generare Perseo.[6]
- Andromeda - basata sul salvataggio della ragazza omonima da un mostro marino, operato da Perseo.[6]
- Tereus ("Tereo") - basata sulla vicenda di Tereo, Filomela e Procne, che, macchiatisi di terribili crimini, vengono trasformati per volere divino in uccelli.[6]

È possibile che fosse opera di Andronico anche una Ino, di cui non si ha tuttavia alcuna notizia.
Andronico fu, probabilmente per la sua scarsa conoscenza del latino colloquiale, poco interessato al genere comico, tanto da non risultare mai tra gli autori più rappresentativi di esso. Le commedie che scrisse, riconducibili al genere della fabula palliata, risalgono forse alla prima fase della sua attività, quando ancora era il solo a Roma a rielaborare copioni attici. Tutte le opere sono riconducibili al filone della Commedia nuova, sviluppatasi in età ellenistica e basata sulla rappresentazione di situazioni convenzionali ma realistiche di vita quotidiana; essa risultava facilmente importabile a Roma, a differenza della commedia antica di tradizione aristofanea, basata sulla satira politica, vietata a Roma, e sui continui riferimenti a fatti d'attualità. Delle opere comiche di Andronico rimangono sei frammenti e tre titoli, di cui due risultano incerti:
- Gladiolus ("Lo spadino") - basato sulle vicende di un soldato fanfarone e probabilmente ambientato nei tempi immediatamente successivi alla morte di Alessandro Magno.[6]
- Ludius ("L'istrione" o forse "Il Lidio").[39]
- Verpus ("Il circonciso") o Virgo ("La vergine") o Vargus ("L'uomo dai piedi storti").[38]

### Odusia

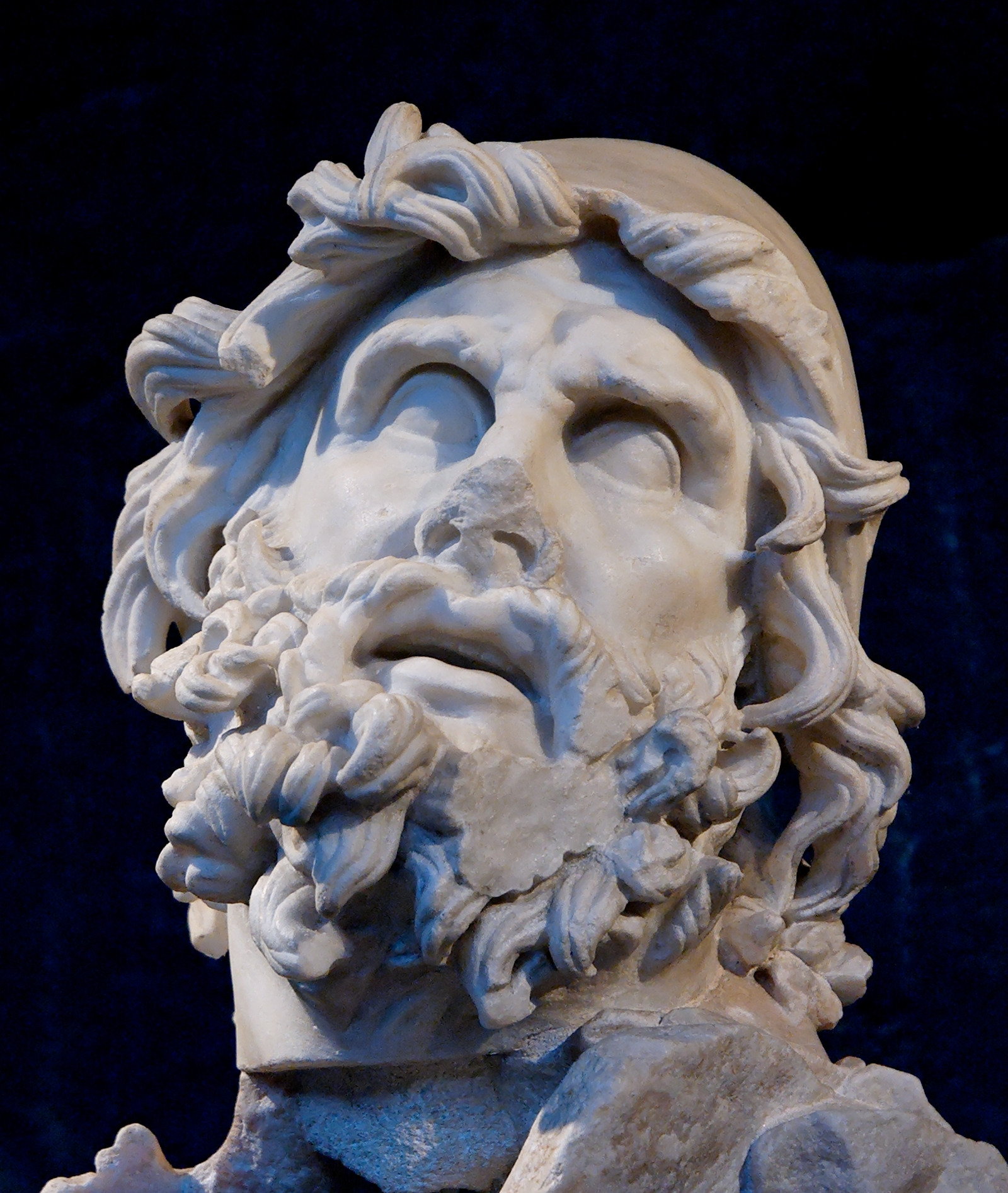
Statua in marmo raffigurante Odisseo rinvenuta nella villa di Tiberio a Sperlonga (Sperlonga, Museo Archeologico Nazionale).

Le prime testimonianze letterarie della presenza del genere dell'epica a Roma risalgono agli ultimi anni del III secolo a.C., quando Andronico tradusse nella sua Odusia l'Odissea di Omero, e Gneo Nevio, poco più tardi, compose il Bellum Poenicum. Erano tuttavia particolarmente diffuse forme di epica preletteraria, i carmina convivalia come il carmen Priami o il carmen Nelei, che celebravano la storia patria e contribuivano a creare una materia leggendaria e mitologica su cui si sarebbero sviluppate le opere epiche successive.
Andronico, in qualità di grammaticus, intese creare un testo destinato all'uso scolastico scegliendo, quando era già divenuto un celebre autore drammatico, di tradurre l'Odissea. Omero era infatti considerato il poeta sommo, e l'epica era il genere più solenne e impegnativo cui un letterato potesse dedicarsi. La cultura ellenistica, di cui Andronico aveva subito gli influssi a Taranto, lo portava inoltre a prediligere gli aspetti patetici e avventurosi e gli elementi fiabeschi piuttosto che le vicende belliche che contraddistinguevano l'altro poema omerico, l'Iliade; contemporaneamente, il protagonista dell'opera, Ulisse, era facilmente assimilabile a quello di Enea, leggendario capostipite della stirpe dei Romani, costretto a vagare per il Mar Mediterraneo alla ricerca di una patria; l'espansione di Roma nell'Italia del sud e in Sicilia, inoltre, rendeva particolarmente sentito il tema del viaggio per mare, tra i nuclei fondamentali dell'opera. A livello morale, infine, l'Odissea rispecchiava i valori del mos maiorum romano, come la virtus o la fides: Ulisse, forte e coraggioso come ogni eroe omerico, era anche paziente, saggio e legato alla patria e alla famiglia al punto di rifiutare l'amore di Circe e Calipso e il dono dell'immortalità che quest'ultima gli aveva offerto; inoltre, Penelope, la moglie di Ulisse, estremamente riservata e fedele al marito lontano, avrebbe rappresentato un modello per tutte le matrone romane.
La traduzione dell'Odissea presentava alcune considerevoli difficoltà cui Andronico fu costretto a far fronte: dovette infatti compiere importanti scelte lessicali, sintattiche e metriche per adattare il testo alla cultura latina e alla religione romana. L'apparato religioso romano gli imponeva di tradurre i nomi delle divinità originali e di sostituire i termini del linguaggio sacro con i corrispondenti romani; a motivazioni religiose fu dovuta anche la scelta, per l'Odusia, del verso saturnio in luogo dell'esametro greco: esso era riconducibile ad antiche pratiche religiose romane e conferiva al testo stesso un carattere solenne e sacrale. Considerevoli furono inoltre le modifiche che Andronico apportò al testo originale in base ai canoni della letteratura ellenistica: egli infatti enfatizzò gli effetti patetici e drammatici, mantenendosi fedele alla struttura e al contenuto del testo omerico, ma rielaborandone la forma in quella che può essere definita come una "traduzione artistica".
Dell'Odusia sono a oggi pervenuti circa quaranta frammenti. Notevole è la traduzione del primo verso dell'Odissea omerica, di cui Andronico conservò la disposizione e la valenza dei termini, modificando il riferimento alle Muse greche con l'invocazione alle romane Camene; l'originale Ἄνδρα μοι ἔννεπε, Μοῦσα, πολύτροπον […] ("Musa, quell'uom di multiforme ingegno / dimmi..." nella traduzione di Ippolito Pindemonte) divenne, nell'opera di Andronico:
(Frammento 1 Traglia.)

## Fortuna
Seppure di nascita e cultura greca, Andronico avviò l'opera di creazione di una lingua letteraria latina: rispetto al greco, il latino risultava indubbiamente meno flessibile e più pesante e solenne, ma era al tempo stesso ben più incisivo, come sottolinea il frequente uso dell'allitterazione e di altre figure retoriche.
La produzione teatrale di Andronico, tuttavia, fu presto dimenticata dai posteri, e lo stesso Andronico non comparve mai nei canoni dei maggiori poeti comici latini. Particolarmente severi furono i giudizi che gli antichi eruditi pronunciarono sulla sua opera: Tito Livio definì "certamente in quel tempo bello per intellettuali poco affinati, adesso incredibile e rozzo se fosse qui riprodotto" l'inno a Iuno Regina; altrettanto severo fu il giudizio di Orazio:
(Epistulae II, 1, 68-71)
Anche Cicerone rivolse severe critiche all'opera di Andronico:
(Brutus, 71.)
L'opera di Andronico tornò a essere oggetto di interesse, seppure puramente scientifico, nel II secolo d.C., grazie allo sviluppo delle tendenze letterarie arcaizzanti: furono infatti portati a compimento studi di carattere filologico e linguistico sul testo dell'Odusia, che costituiva uno dei principali documenti della fase arcaica della letteratura latina.
Gli studiosi contemporanei tendono, invece, a riabilitare almeno in parte l'opera di Andronico; lo storico della letteratura latina Concetto Marchesi scrisse a proposito:
(Storia della letteratura latina, p. 41.)
Simile è il giudizio dello studioso del teatro latino William Beare:
(I Romani a teatro, p. 39; trad. di Mario De Nonno.)